# Сан-Марко (район Венеції)

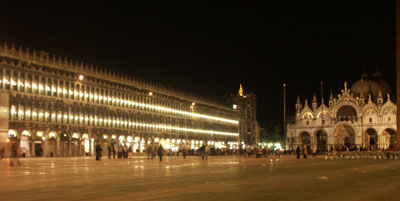
Площа Сан-Марко

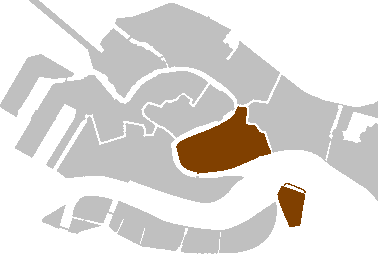
Розташування району на схемі міста

Ніссіоеті (Nissioeti) — вуличний вказівник з назвою сест'єре і кампо у Венеції

45°26′2.4″ пн. ш. 12°19′58.8″ сх. д. / 45.434000° пн. ш. 12.333000° сх. д.
Сан-Марко (італ. San Marco) — центральний з шести історичних районів (сест'єре) Венеції. Район також включає острів Сан-Джорджо Маджоре і 44 мости. Населення району становить 4 236 осіб.
Назва району походить від імені покровителя Венеції — Святого Марка.
У районі зосереджено більшість головних об'єктів і визначних пам'яток острова, включаючи центральний комплекс Сан-Марко, в який входять:
- Площа Сан-Марко
- Собор Святого Марка
- Палац дожів
- Бібліотека Сан-Марко
- Лоджетта
- Кампаніла
- Старі і Нові Прокурації
- Колони Сан-Марко
- Годинникова Башта

Крім того, в районі розташовується велика кількість інших визначних пам'яток:
- Палаццо Дандоло
- Театр ла Феніче
- Палаццо Грассі
- Палаццо Контаріні дель Боволо
- Церкви: Сан-Бенето, Сан-Фантін, Санта-Марія дель Гільо, Сан-Мауріцио, Сан-Муазе, Санто-Стефано, Сан-Сальвадор, Сан-Джуліан і Сан-Самуель.